# 大白花地榆
大白花地榆（学名：Sanguisorba sitchensis）是蔷薇科地榆属的植物。分布在俄罗斯、日本、朝鲜以及中国大陆的吉林、辽宁等地，生长于海拔1,400米至2,300米的地区，一般生于疏林下、湿地、山谷、山地或林缘，目前尚未由人工引种栽培。